# Cultura de la República Dominicana

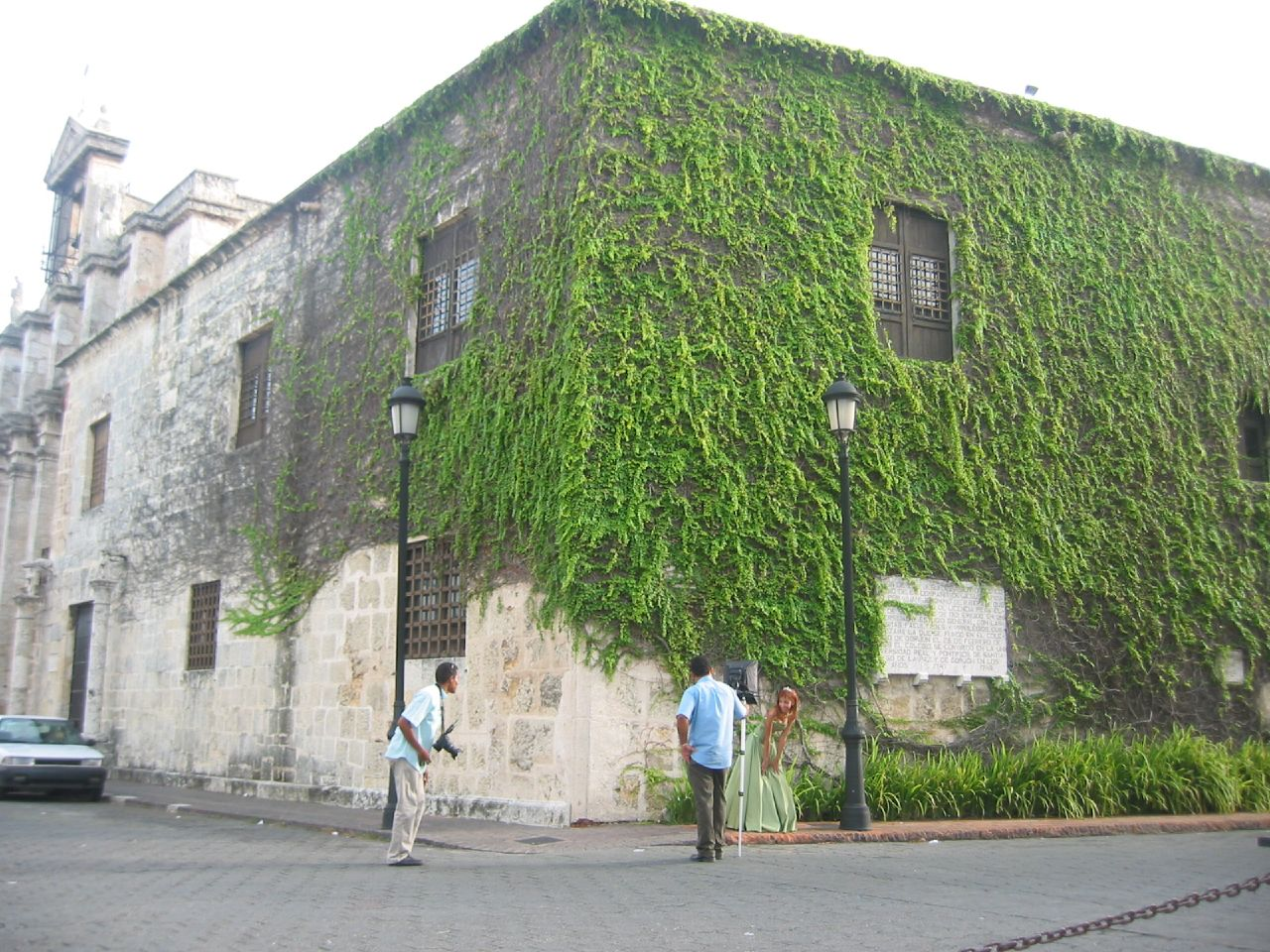
El antiguo Museo Casa Reales en Santo Domingo, República Dominicana.

La cultura de la República Dominicana en cuanto a su pueblo y costumbres se nutre de la mezcla de raíces españolas, africanas y taínas. La República Dominicana fue la primera colonia española en América. Ciertas riquezas traídas por los colonizadores españoles que eran desconocidas para los habitantes nativos prácticamente eliminaron a la mayoría de los indígenas de la isla; por lo que los colonizadores españoles comenzaron a importar esclavos africanos para reemplazar a los nativos. Luego de la liberación haitiana de toda la isla, la esclavitud fue abolida y aquellos con mezcla de razas se diseminaron por toda la isla.
La cultura metropolitana disponible a la clase alta y media alicaída (a causa de recientes turbulencias económicas) es comparable con la música folclórica. El merengue es un estilo musical y de baile originado en la República Dominicana a fines del siglo XIX. En sus orígenes, el merengue era interpretado con guitarras. Posteriormente las guitarras fueron sustituidas por el acordeón que junto con la güira y la tambora, forman la estructura instrumental del conjunto de merengue típico. Este conjunto, sintetiza las tres culturas que conformaron la idiosincrasia de la cultura dominicana. La influencia europea viene a estar representada por el acordeón, la africana por la tambora (tambor de dos parches), y la taína o aborigen por la güira.
El salve es un tipo de canto de llamada-respuesta que usa güira, panderos y atabales. Los cantos salves son ceremoniales y se usan en peregrinaciones y festividades dedicadas a los santos.
El palo es música afro dominicana que utiliza tambores largos (palos), idiófonos y canto. Con raíces en la región Congo de África central, esta música comparte el panteón de deidades de otras tradiciones afroamericanas como Cuba, Brasil y Haití.
Igualmente que otros pueblos de la región del Caribe y en sentido general de Latinoamérica, República Dominicana posee una cultura fundamentada en el sincretismo racial. Formada a partir de los aportes realizados por diferentes grupos étnicos. Fundamentalmente aborígenes, negros y españoles. Además, de otros grupos que emigraron hacia nuestro país en los siglos XVIII, XIX y XX. El proceso de formación de la cultura dominicana, que puede situarse a partir del siglo XVII, responde a la necesidad del criollo de adaptarse al hábitat donde vive y es el resultado de un largo y prolongado mecanismo de transculturación que se inicia sobre todo a partir de la cultura española, lógicamente predominante, a la que luego se mezclaran ingredientes procedentes de la aborigen y la africana.